# Гастон Москин
Гастон Москин (на италиански: Gastone Moschin) е италиански актьор. 

## Биография
Роден е в Сан Джовани Лупатото (Венето), завършва Академия Национале ди Арте Драматика „Силвио Д'Амико“ и започва кариерата си през 50-те години като театрален актьор, първо с „Teatro Stabile“ в Генуа и след това с „Piccolo Teatro di Milano“ в Милано. През същия период също започва да се появява в игрални филми и по телевизията.
В своята филмова кариера Москин редува второстепенни роли и по-рядко водещи роли. Най-известната му роля е тази на Рамбалдо Меландри във филмовия сериал „Приятели мои“ (1975-1985). През 1967 г. печели две награди „Nastro d'Argento“ за най-добър поддържащ актьор. Москин също е добре известен с ролята на Дон Фанучи в „Кръстникът II“ на Франсис Форд Копола.

## Избрана Филмография
| Година | Филм            | Оригинално заглавие   | Роля              | Режисьор            |
| ------ | --------------- | --------------------- | ----------------- | ------------------- |
| 1966   | Дами и господа  | Signore & Signori     | Освалдо Бизигато  | Пиетро Джерми       |
| 1967   | Харем           | L'harem               | Джани             | Марко Ферери        |
| 1970   | Конформистът    | Il conformista        | Манганиело        | Бернардо Бертолучи  |
| 1974   | Кръстникът 2    | The Godfather Part II | Дон Фанучи        | Франсис Форд Копола |
| 1975   | Приятели мои    | Amici miei            | Рамналдо Меландри | Марио Моничели      |
| 1984   | Приятели мои II | Amici miei Atto II    | Рамналдо Меландри | Марио Моничели      |